# Торква
 Тази статия е за античния накит.  За физичната величина вижте Момент на сила.  
Торквата е символичен келтски накит, използван от самото начало на латенската епоха и развил се в местните си форми през халщатската епоха. В келтското общество и жените, и мъжете носят торкви подобно на фибулите, но по археологически път торкви са доказани само в женските погребения. Иконографските паметници показват обаче, че те били носени в същата степен и от мъжете, но вероятно като символ на наследствеността са запазвани и не са намирани в мъжките погребения. Античните автори подчертават значението, което келтите отдавали на торквите. Тит Ливий съобщава, че римската република нееднократно подарявала торкви на келтските владетели при различни мисии, а според Флор римският пълководец след победата си над цизалпийските келти подарил на сената голяма торква, направена от плячкосаното злато.
Торквите имат сравнително проста конструкция и са украсявани при съединението на краищата, по-рядко на срещуположната страна или на няколко места. Те са направени от куха или плътна метална пръчка, винаги с кръгло сечение, отворена или затворена. Украсата е най-различна. Едни от най-типичните латенски торкви са украсени в двата края с печатообразни кръгове. Самите торкви са от бронз или от злато.